# Ерік Густафссон
Ерік Густафссон (швед. Erik Gustafsson, нар. 15 грудня 1988, Квісслебі) — шведський хокеїст, захисник клубу ШХЛ «Лулео». Гравець збірної команди Швеції.

## Ігрова кар'єра
Хокейну кар'єру розпочав на батьківщині 2004 року виступами за команду «Тімро». З сезону 2007–08 три роки захищав кольори команди «Мічиган Вайлдкетс» (НКАА).
31 березня 2010 Ерік уклав трирічний контракт з клубом НХЛ «Філадельфія Флаєрс».  26 лютого 2011 дебютував у грі проти «Оттава Сенаторс».
16 лютого 2012 Ерік відзначився першою шайбою у воротах Раєна Міллера «Баффало Сейбрс». За чотири сезони у складі «льотчиків» швед більшу частину контракту провів захищаючи кольори фарм-клубу «Адірондак Фантомс» (АХЛ).
Влітку 2014 уклав контракт з клубом КХЛ «Авангард» (Омськ).
17 липня 2015 Густафссон, як вільний агент укла річний контракт з швейцарською командою «Клотен Флаєрс». Після однорічного перебування у Швейцарії Ерік повернувся до російського клубу «Авангард» (Омськ), де провів два роки. Сезон 2017–18 швед завершив у складі іншої російської команди «Нафтохімік». 
2 травня 2018 Густафссон уклав чотирирічну угоду з клубом ШХЛ «Лулео».

## Нагороди та досягнення
- Чемпіон світу — 2013.
- Бронзовий призер чемпіонату світу — 2014.

## Статистика

### Клубні виступи
| Сезон        | Клуб                 | Ліга         | Регулярний сезон | Регулярний сезон | Регулярний сезон | Регулярний сезон | Регулярний сезон | Плей-оф | Плей-оф | Плей-оф | Плей-оф | Плей-оф |
| Сезон        | Клуб                 | Ліга         | І                | Г                | П                | О                | ШХ               | І       | Г       | П       | О       | ШХ      |
| ------------ | -------------------- | ------------ | ---------------- | ---------------- | ---------------- | ---------------- | ---------------- | ------- | ------- | ------- | ------- | ------- |
| 2004–05      | «Тімро»              | J18          | 14               | 4                | 2                | 6                | 12               | —       | —       | —       | —       | —       |
| 2005–06      | «Тімро»              | J18          | 8                | 2                | 1                | 3                | 8                | 3       | 0       | 0       | 0       | 0       |
| 2005–06      | «Тімро»              | J20          | 38               | 3                | 4                | 7                | 26               | 1       | 0       | 0       | 0       | 0       |
| 2006–07      | «Тімро»              | J20          | 41               | 7                | 13               | 20               | 93               | 3       | 0       | 0       | 0       | 14      |
| 2007–08      | «Мічиган Вайлдкетс»  | НКАА         | 44               | 0                | 27               | 27               | 12               | —       | —       | —       | —       | —       |
| 2008–09      | «Мічиган Вайлдкетс»  | НКАА         | 40               | 4                | 30               | 34               | 10               | —       | —       | —       | —       | —       |
| 2009–10      | «Мічиган Вайлдкетс»  | НКАА         | 39               | 3                | 29               | 32               | 26               | —       | —       | —       | —       | —       |
| 2009–10      | «Адірондак Фантомс»  | АХЛ          | 5                | 2                | 5                | 7                | 0                | —       | —       | —       | —       | —       |
| 2010–11      | «Адірондак Фантомс»  | АХЛ          | 72               | 5                | 44               | 49               | 14               | —       | —       | —       | —       | —       |
| 2010–11      | «Філадельфія Флаєрс» | НХЛ          | 3                | 0                | 0                | 0                | 4                | —       | —       | —       | —       | —       |
| 2011–12      | «Адірондак Фантомс»  | АХЛ          | 28               | 1                | 16               | 17               | 14               | —       | —       | —       | —       | —       |
| 2011–12      | «Філадельфія Флаєрс» | НХЛ          | 30               | 1                | 4                | 5                | 2                | 7       | 1       | 1       | 2       | 2       |
| 2012–13      | «Адірондак Фантомс»  | АХЛ          | 39               | 5                | 17               | 22               | 37               | —       | —       | —       | —       | —       |
| 2012–13      | «Філадельфія Флаєрс» | НХЛ          | 27               | 3                | 5                | 8                | 2                | —       | —       | —       | —       | —       |
| 2013–14      | «Філадельфія Флаєрс» | НХЛ          | 31               | 2                | 8                | 10               | 6                | 2       | 1       | 0       | 1       | 2       |
| 2014–15      | «Авангард» (Омськ)   | КХЛ          | 56               | 6                | 16               | 22               | 18               | 12      | 0       | 3       | 3       | 6       |
| 2015–16      | «Клотен Флаєрс»      | НЛА          | 48               | 3                | 26               | 29               | 18               | 4       | 0       | 0       | 0       | 2       |
| 2016–17      | «Авангард» (Омськ)   | КХЛ          | 50               | 3                | 16               | 19               | 20               | 12      | 0       | 5       | 5       | 4       |
| 2017–18      | «Авангард» (Омськ)   | КХЛ          | 23               | 1                | 9                | 10               | 6                | —       | —       | —       | —       | —       |
| 2017–18      | «Нафтохімік»         | КХЛ          | 25               | 1                | 12               | 13               | 18               | 2       | 0       | 1       | 1       | 0       |
| 2018–19      | «Лулео»              | ШХЛ          | 49               | 6                | 21               | 27               | 37               | 10      | 3       | 6       | 9       | 2       |
| 2019–20      | «Лулео»              | ШХЛ          | 46               | 12               | 20               | 32               | 16               | —       | —       | —       | —       | —       |
| Усього в НХЛ | Усього в НХЛ         | Усього в НХЛ | 91               | 6                | 17               | 23               | 14               | 9       | 2       | 1       | 3       | 4       |
| Усього в КХЛ | Усього в КХЛ         | Усього в КХЛ | 154              | 11               | 53               | 64               | 62               | 26      | 0       | 9       | 9       | 10      |

### Збірна
| Рік                | Команда            | Турнір             | Місце              | І  | Г | П | О | ШХ |
| ------------------ | ------------------ | ------------------ | ------------------ | -- | - | - | - | -- |
| 2013               | Швеція             | ЧС                 | 1                  | 10 | 1 | 1 | 2 | 2  |
| 2014               | Швеція             | ЧС                 | 3                  | 8  | 0 | 1 | 1 | 6  |
| 2016               | Швеція             | ЧС                 | 6-е                | 8  | 0 | 0 | 0 | 4  |
| Національна збірна | Національна збірна | Національна збірна | Національна збірна | 26 | 1 | 2 | 3 | 12 |